# Josephine Shaw Lowell
Pour les articles homonymes, voir Lowell et Shaw.
Josephine Shaw Lowell, née le 16 décembre 1843 à West Roxbury dans l'État du Massachusetts et morte le 12 octobre 1905 à New York. Veuve à 21 ans, elle consacre le reste de sa vie à la philanthropie. Pendant la période dite de la Reconstruction qui suit la guerre de Sécession, elle cofonde la National Freedmen's Relief Association en faveur de la scolarité des Afro-Américains.
En tant que réformatrice sociale américaine, elle cherche des fondements à une action sociale moderne, elle s'appuie pour cela sur le darwinisme social et la foi dans la réhabilitation sociale des classes défavorisées par l'amélioration du cadre de vie.
En 1876, elle est la première femme nommée à la New York State Board of Charities (Service municipal de coordination des organismes de bienfaisance de l'État de New York).
Philanthrope, elle crée en 1882, la New York Charity Organization Society (Société des organisations de bienfaisance de New York).
Soucieuse des conditions de travail des femmes sur exploitées et sous payées, Josephine Shaw Lowell fonde en 1890 la Consumer's League of New York, première association faisant la promotion des entreprises équitables (fair house) qui se fédère avec d'autres associations du même type pour former en 1899 la National Consumers League dont elle est la cofondatrice avec Jane Addams.
Lors de la guerre hispano-américaine, puis de la guerre américano-philippine, Josephine Shaw Lowell s'élève contre ces conflits qu'elle qualifie d'impérialisme américain, protestation qu'elle fait au nom des valeurs fondatrices de la démocratie américaine, elle est une adhérente de la première heure de la Ligue anti-impérialiste dont elle sera une animatrice majeure.
Josephine Shaw Lowell est une des figures majeures de l'Ère progressiste (Progressive Era), et de la lutte contre la corruption du Tammany Hall et de son emprise mafieuse sur la ville de New York.
Josephine Shaw Lowell a participé à la fondation du Metropolitan Museum of Art, et du Musée américain d'histoire naturelle de New York.

## Biographie

### Jeunesse et formation

#### Un environnement de réformateurs

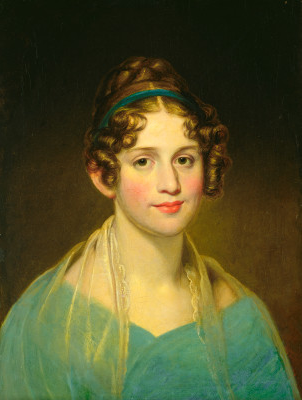
Sarah Blake Sturgis Shaw.

Josephine Shaw, surnommée « Effie » pendant son enfance, est née en 1843 dans le quartier West Roxbury de la ville de Boston dans l’État du Massachusetts. Elle est la quatrième des cinq enfants et la troisième fille de Francis (dit Frank) George Shaw et de Sarah Blake Sturgis Shaw (en). Ses parents font partie de la grande bourgeoisie marchande de Boston, ils sont membres de la congrégation unitarienne de Boston animée par le pasteur Theodore Parker. Francis George Shaw a quitté l’entreprise commerciale fondée par son père pour mener une vie de gentleman farmer dans le quartier rural de West Roxbury. Ce sont des philanthropes et des abolitionnistes convaincus. Ils fréquentent les cercles réformateurs de la région de Boston, notamment Nathaniel Hawthorne, Charles Anderson Dana, John Sullivan Dwight, les féministes Lydia Maria Child et Margaret Fuller ainsi que d'autres membres affiliés à la communauté transcendantaliste de Brook Farm comme Ralph Waldo Emerson, Harriet Beecher Stowe, George William Curtis, Amos Bronson Alcott, Orestes Brownson, James Russell Lowell, William Lloyd Garrison. Ils encouragent leurs cinq enfants à étudier, apprendre et s'impliquer dans la vie de leur communauté,,.

#### L'arrivée à Staten Island

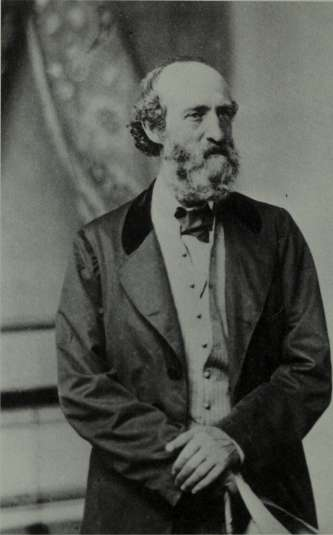
Francis George Shaw.

En 1847, du fait des problèmes de vue de Sarah Blake Shaw, la famille Shaw, n'ayant pas trouvé d'ophtalmologue, doit quitter Boston pour emménager à Staten Island (New York) pour se rapprocher du célèbre spécialiste en ophtalmologie, le docteur Samuel Mackenzie Elliott (en).
Une fois installés, les Shaw reçoivent régulièrement des intellectuels habitant soit à Staten Island et plus spécialement les résidents de la proche Brook Farm, soit vivant à New York comme Francis Parkman, Henry Wadsworth Longfellow, George Ripley (transcendentalist) (en) (le cofondateur de la Brook Farm avec son épouse Sophia Ripley), William Ralph Emerson (en), Maria White Lowell, etc.
Les époux Shaw fondent la première église unitarienne de Staten Island. Frank Shaw s'engage comme administrateur de l'hôpital de Staten Island et de la maison de retraite la New Brighton Seamen's Retreat,, de son côté Sarah Shaw s'implique dans la mouvement abolitionniste.

#### Un voyage européen
La santé de Sarah Shaw, se dégrade, elle souffre d'une toux persistante et de troubles respiratoires, pour cela il lui est recommandé de quitter le climat humide de Staten Island pour aller en Italie. C'est ainsi que le 8 février 1851, la famille Shaw part pendant cinq ans visiter divers pays européen : la Suisse, l'Italie, la France, le Royaume-Uni et l'Allemagne. Pendant ce séjour européen, Josephine suit des cours à Paris où elle apprend la poésie, puis à Rome où elle étudie la musique. Enfant précoce à ses 10 ans, elle parle l'allemand, le français et l'italien, lit Shakespeare, d'une façon générale, elle est habitée par une soif d'apprendre. Sa mère la qualifie de « génie de la famille »,,.
Lors de son séjour à Sorrente en Italie, la famille Shaw noue des liens d’amitié avec Fanny Kemble qui vient de divorcer d'un riche planteur de la Géorgie, Pierce Mease Butler qui ne supportait plus son antiesclavagisme. Elle leur raconte son expérience parmi les esclaves et comment les planteurs du Sud traitent leurs esclaves à l'aide d'anecdotes plus horribles les unes que les autres.

#### Le retour à Staten Island

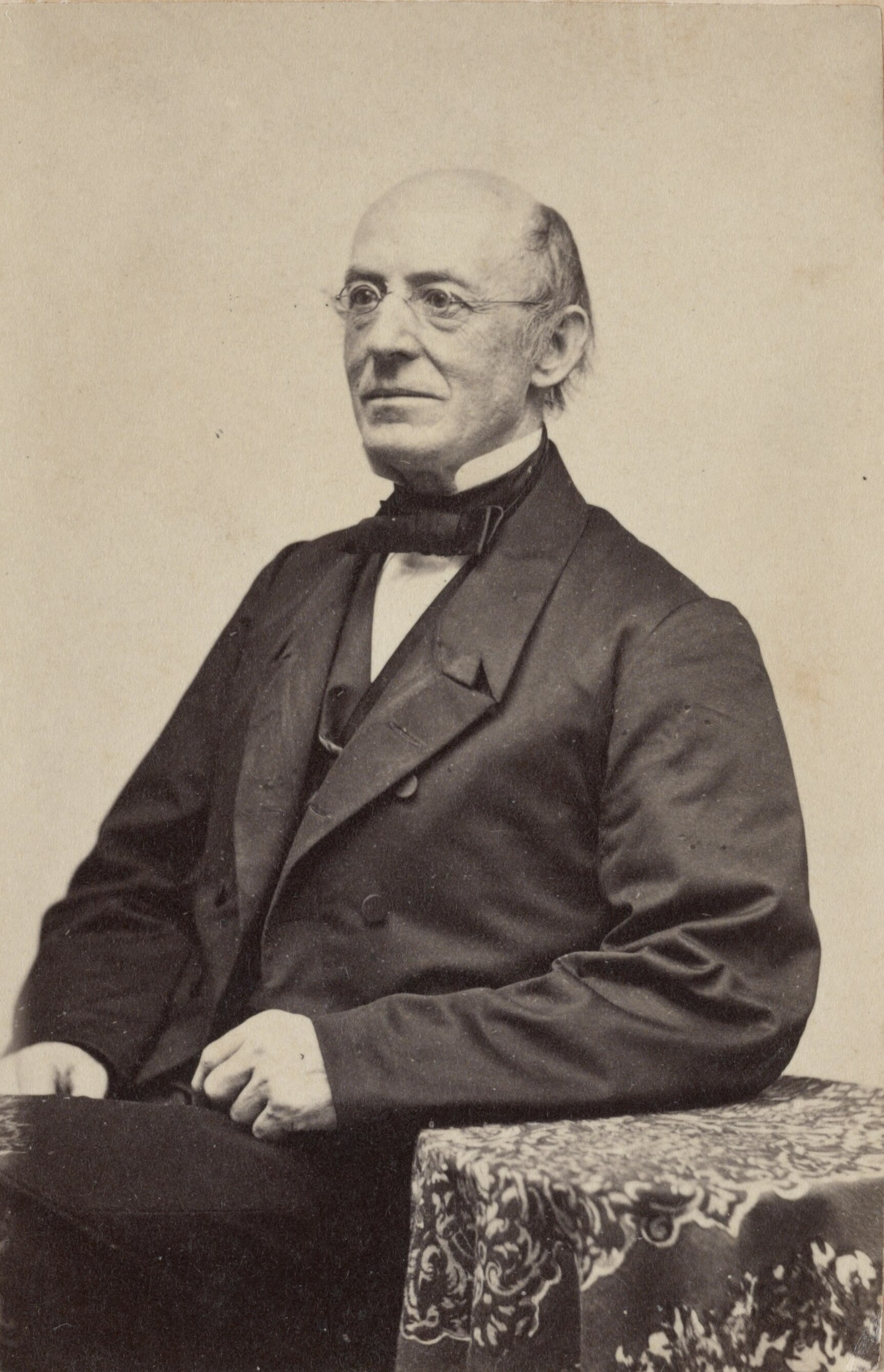
William Lloyd Garrison.

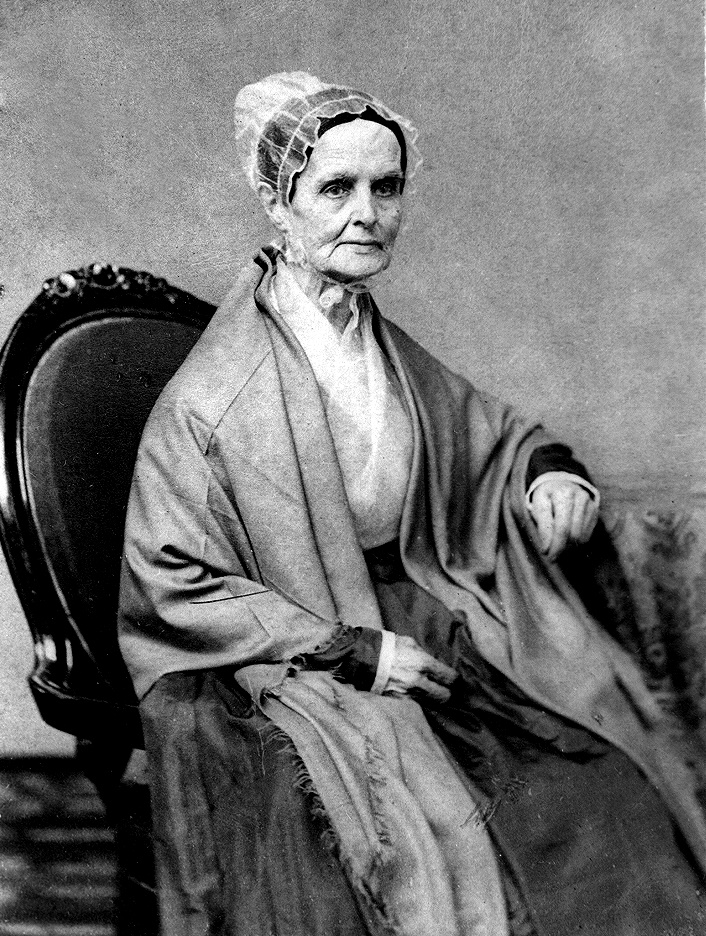
Lucretia Mott.

En 1856, sa famille retourne à Staten Island dans le quartier d'Elliotsville où Frank Shaw grâce à son héritage a fait construire une vaste maison luxueuse, imposante par rapport aux autres maisons de l'île. Pour l'entretien, la famille Shaw embauche huit domestiques. À proximité de la demeure, vivent d'humbles familles venues d'Irlande avec qui Josephine sympathise, tant et si bien qu'elle invite les enfants et leurs mères à prendre le thé chez ses parents, goûters accompagnés de glaces et de cakes. Ces invitations encouragées par ses parents lui font comprendre sa situation d'adolescente privilégiée.
La demeure des Shaw est fréquentée par de nombreuses personnalités abolitionnistes telles que le journaliste Sydney Howard Gay (en), rédacteur en chef du National Anti-Slavery Standard, William Lloyd Garrison un des cofondateurs de l'American Anti-Slavery Society, Lucrecia Mott, les sœurs Sarah et Angelina Grimké, etc. Frank et Sarah vont à de nombreux meetings abolitionnistes, et ne cachent nullement leur profonde aversion de l'esclavage dont le maintien menace l'équilibre politique des États-Unis.
Josephine poursuit sa scolarité à la Miss Gibson' School de New York jusqu'à ses 17 ans puis à l'école d'Anna Cabot Lowell (en) de Boston,.
De retour à Staten Island, sa famille la fait participer à des échanges avec diverses personnalités engagées dans les réformes sociales et la cause abolitionniste, plus particulièrement l'éditeur et journaliste George William Curtis que sa sœur aînée Anna a épousé le jour de Thanksgiving (États-Unis) de l'année 1856, discussions qui familiarisent Joséphine aux problèmes sociaux et celui de l'esclavage dans les États du Sud. George William Curtis a une forte influence sur la jeune Josephine qui met à sa disposition sa bibliothèque ; par ailleurs, il fait partie des orateurs abolitionnistes les plus célèbres avec Wendell Phillips et Henry Ward Beecher,,,.

### La Guerre de Sécession

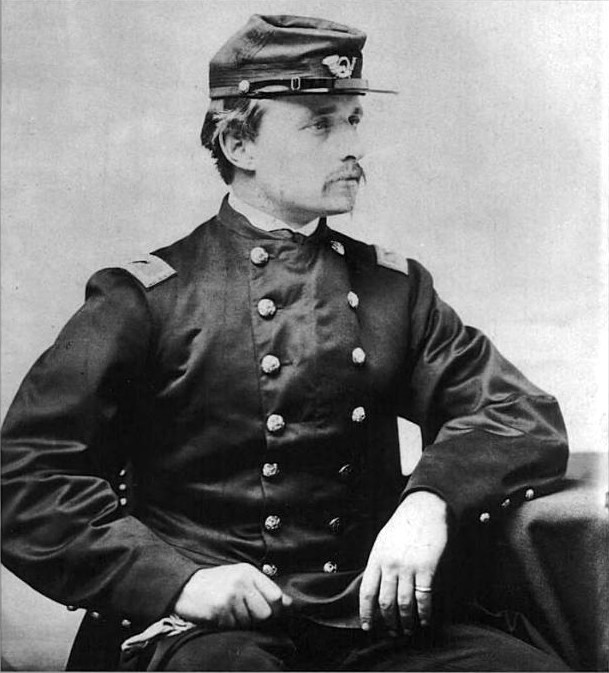
Robert Gould Shaw.

Lors de l'élection présidentielle américaine de 1860, Frank Shaw et George William Curtis sont des fervents partisans d'Abraham Lincoln et font campagne au sein du Parti républicain pour son élection. La victoire d'Abraham Lincoln en novembre 1860 entraîne une crise entre les États du nord abolitionnistes et les États du sud esclavagistes ; crise qui aboutit en février 1861 à la formation des États confédérés d'Amérique, suivie par l'attaque de Fort Sumter par la Confederate States Army le 12 avril 1861. C'est un coup de tonnerre, le 15 avril 1861, le nouveau président déclare une mobilisation partielle, la Guerre de Sécession vient de commencer.
Lorsque la Guerre de Sécession éclate, la famille Shaw soutient activement la cause nordiste. Le frère de Josephine Shaw, Robert Gould Shaw, s'engage dans l'armée de l'Union, après avoir été lieutenant du 7th New York Infantry Regiment puis du 2nd Massachusetts Infantry Regiment (en) où il obtient le grade de capitaine, il est sollicité par le gouverneur du Massachusetts, John Albion Andrew pour prendre le commandement du premier régiment d'Afro-Américains, avec le grade de colonel. Il accepte, puis recrute et forme ce qui devient le 54e régiment du Massachusetts. Il est tué le 18 juillet 1863, lors d'un assaut de Fort Wagner à la tête de son régiment,,.

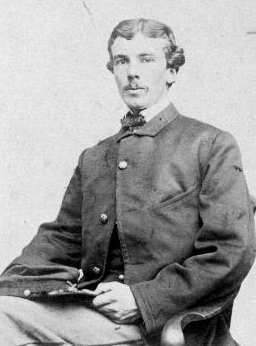
Charles Russel Lowel.

Son père, Francis George Shaw organise des secours sociaux pour les réfugiés afro-américains et participe à la création du Bureau des réfugiés, des affranchis et des terres abandonnées, agence fédérale qui fournit chaque jour des rations et des vêtements aux anciens esclaves qui n'avaient pas d'argent et construit des écoles et des églises à destination des Afro-Américains et assure la formation de professeurs afro-américains. Le Bureau des réfugiés construit 4 000 écoles et diverses universités (l'université Howard, l'université Fisk, la Clark Atlanta University (en)), pour former une élite afro-américaine,,.

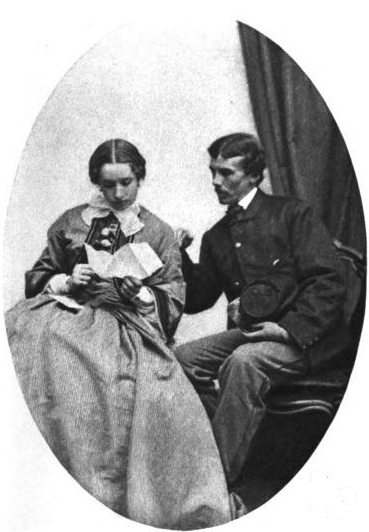
Josephine Shaw et le colonel Lowell en 1863.

Parallèlement, Josephine et sa sœur Anna s'engagent dans la section new-yorkaise de la Women's Central Association of Relief (Association de secours et de soins aux soldats), une société auxiliaire de la United States Sanitary Commission où elle fait sa première expérience dans une organisation caritative,,.
En pleine Guerre de Sécession, en 1862, Josephine Shaw commence une relation amoureuse avec Charles Russell Lowell (en). Il s'agit d'un ancien cadre comptable de la Burlington and Missouri River Railroad (en) et fait partie de la famille du poète James Russell Lowell dont il est le neveu. Lors de la guerre de Sécession, il rejoint les forces de l'Union où il devient colonel du 2nd Massachusetts Cavalry Regiment (en). Ils se marient le 31 octobre 1863, et partent vivre en Virginie à proximité du cantonnement du 2nd Massachusetts Cavalry Regiment. En octobre 1864, son mari décède des suites de ses blessures reçues lors de la bataille de Cedar Creek, moins d'un an après leur mariage, et six semaines avant la naissance de leur fille, Carlotta, née le 30 novembre 1864,,,,,,.

### La militante sociale

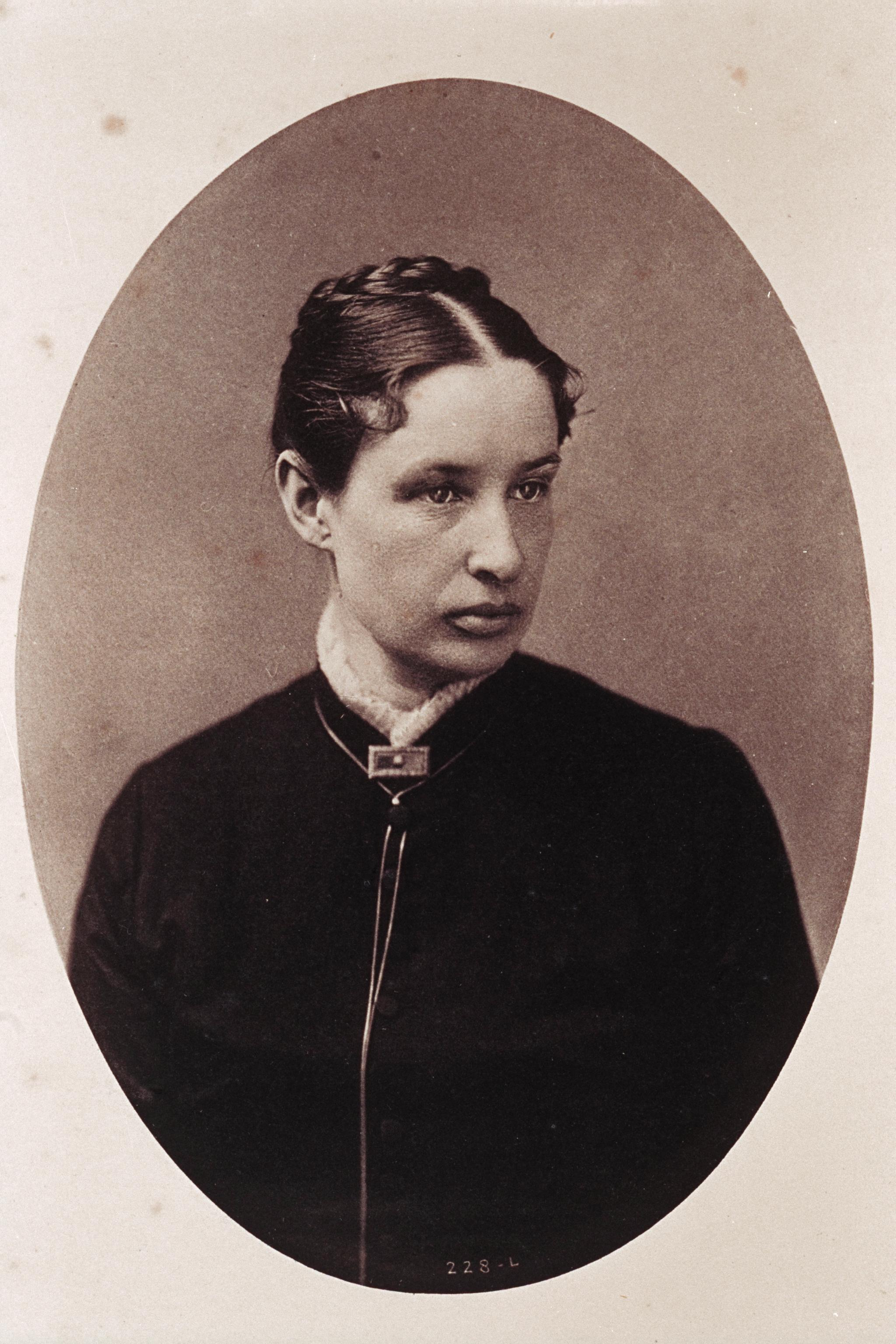
Josephine Shaw Lowell (1880).

#### La National Freedmen's Relief Association de New York
Veuve à 21 ans, avec une enfant à élever, Josephine Shaw Lowell sait qu'elle ne se remariera pas, et durant toute sa vie elle apparaîtra vêtue de noir. Afin de rendre hommage aux sacrifices de son époux et de son frère elle se dévoue au bien public. Dès son retour à Staten Island avec sa fille pour y vivre avec ses parents, elle s'investit dans l'action en faveur des Afro-Américains et elle devient la principale fondatrice de la National Freedmen's Relief Association de New York aux côtés de son père Francis George Shaw et y assume les fonctions de secrétaire générale jusqu'en 1871. En 1866, avec une autre travailleuse sociale, Ellen Collins, elle inspecte les établissements scolaires de la Virginie construits pour les Afro-Américains par la National Freedmen's Relief Association,,,.

#### Premier engagement pour le droit de vote des femmes
En 1867, lors d'un séjour à Boston, elle rend visite à sa cousine Marian Clover Hooper Adams, toutes deux se rendent à un meeting pour la promotion du droit de vote des femmes et y signent une pétition pour soutenir le mouvement pour le droit de vote des femmes.

#### Une inspiration décisive
En 1871, Josephine Shaw Lowell entreprend un voyage en Europe, notamment au Royaume-Uni où elle rencontre différentes figures impliqués dans les réformes sociales, essentiellement des anglicans comme Thomas Carlyle, John Howson (priest) (en), Charles Kingsley ; ce dernier est partisan d'un socialisme chrétien. Josephine Shaw Lowell adhère à cette vision du futur en vue d'éliminer la pauvreté, elle déclare : « nous devons y croire, nous devons être animés par la fraternité […] nous ne pouvons rien faire de bien sans être habités par la fraternité, […] nous ne devons pas nous estimer par un standard et juger les pauvres par un autre, sinon nous ne pouvons rien faire pour eux ! ».

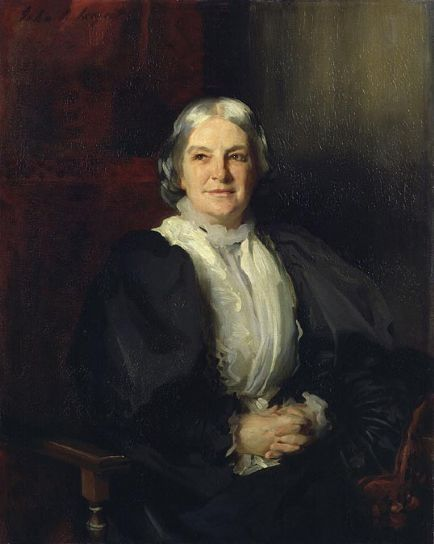
Octavia Hill.

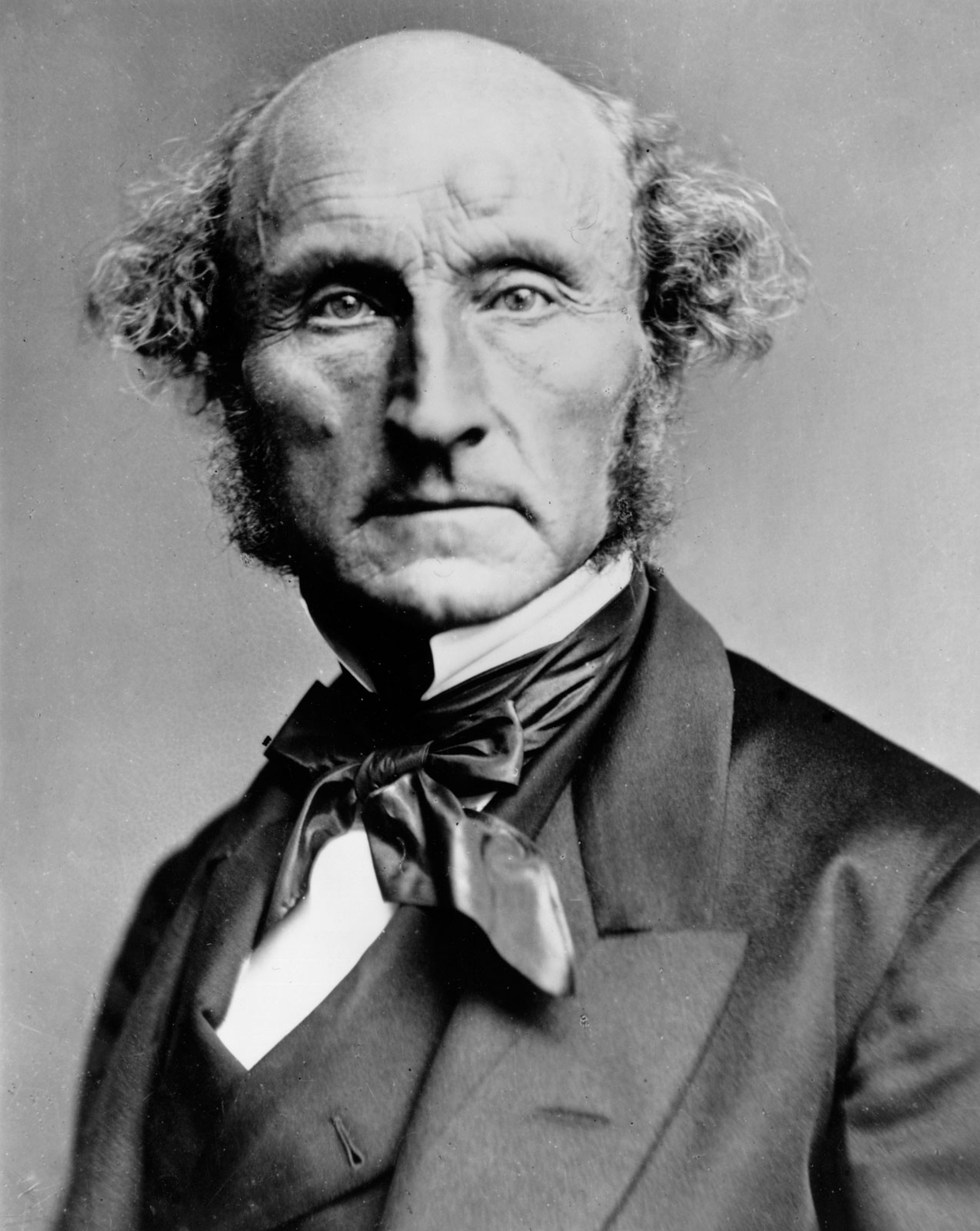
John Stuart Mill.

Elle va compléter ses convictions sociales par la lecture des Principes d'économie politique (en) par John Stuart Mill, traité qui expose les principes d'une éthique sociale raisonnée, guidée par des buts, des résultats à atteindre, ce qu'il appelle une philanthropie libérale. Josephine Shaw Lowell, avec d'autres réformateurs, va combiner la philanthropie libérale avec les valeurs du christianisme pour former une philanthropie dite scientifique. C'est dans ce cadre qu'elle rencontre Octavia Hill qui est une pionnière en la matière et qui a fondé en 1869 la Charity Organization Society (COS) de Londres.

#### La State Charities Aid Association (Association d'aide aux œuvres de bienfaisance de l'État) ou SCAA

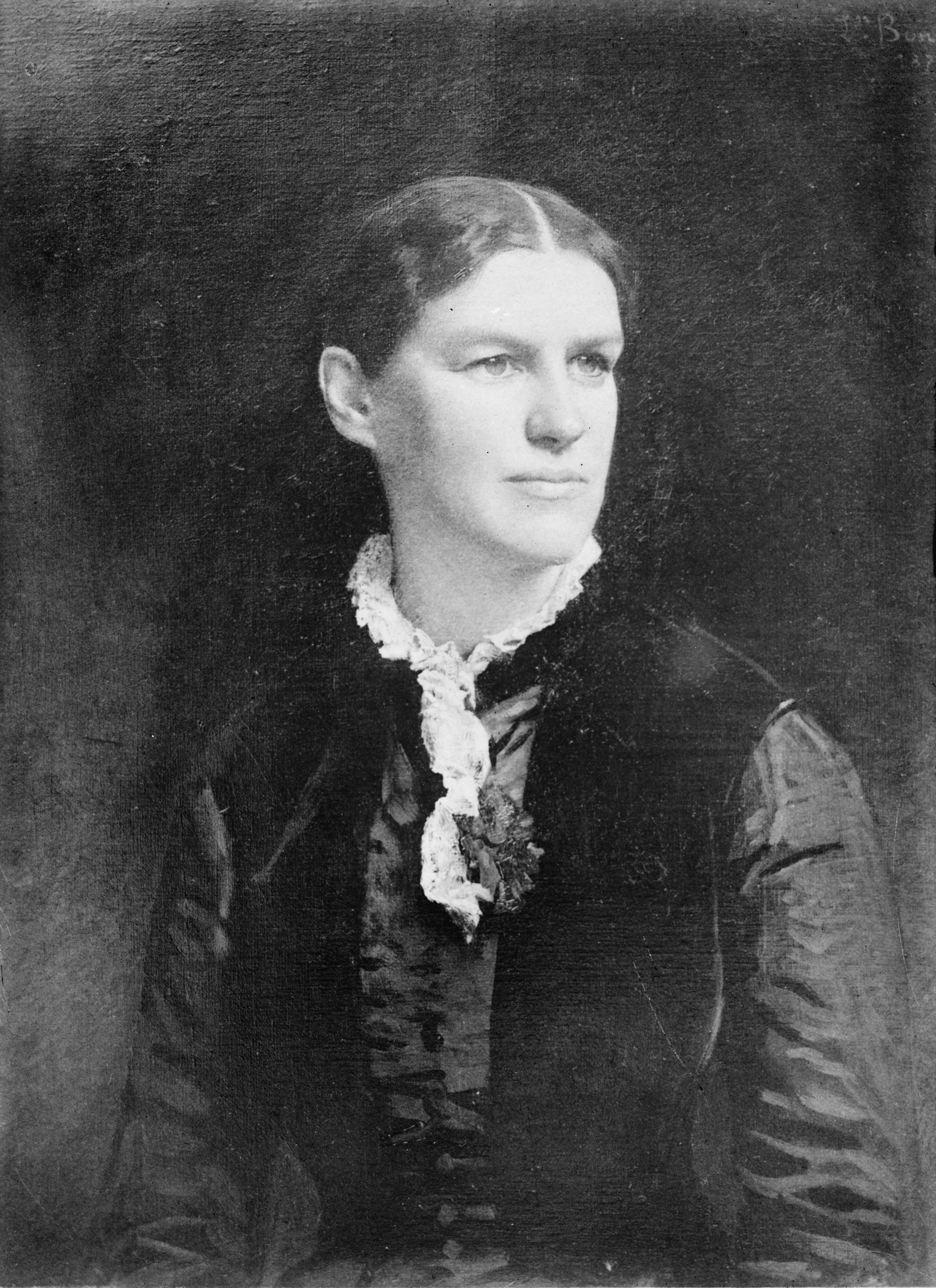
Louisa Lee Schuyler.

Quand en fin de l'année 1871 Josephine Shaw Lowell revient à New York, elle découvre une ville ravagée par la pauvreté et la corruption. Ayant appris que Louisa Lee Schuyler, une de ses amies, avec qui elle avait travaillé auprès de l'United States Sanitary Commission, était présente et voulait agir pour réformer l'action de New York, elle la contacte.
Pendant que Josephine Shaw Lowell séjourne en Europe, Louisa Lee Schuyler se plonge dans la lecture des rapports annuels du New York State Board of Charities (Service municipal de coordination des organismes de bienfaisance de l'État de New York) fondé en 1867. Ces rapports dévoilent l'état lamentable des divers établissements hébergeant les personnes en grande pauvreté (asiles de nuit, hospices et prisons). Horrifiée par l'état des lieux, en 1872, Louisa Lee Schuyler crée la State Charities Aid Association (SCAA) de New York et implante des commissions dans chacun des comtés de la ville de New York. Les membres de ces commissions ont pour missions de visiter les prisons, les refuges et foyers des travailleurs pauvres, les écoles et les hôpitaux afin de faire des propositions de financement lié à des programmes de réhabilitation auprès du maire de New York,. C'est dans ce cadre de mise en œuvre d'une philanthropie scientifique Louisa Lee Schuyler et Josephine Shaw Lowell reprennent leurs relations. L'entretien vers une proposition de Louisa Lee Schuyler pour que Josephine Shaw Lowell prenne la direction de la commission du comté de Richmond (zone administrative incluant Staten Island), ce qu'elle accepte,,.
Le premier problème qu'elle rencontre est la croissance de la pauvreté, pour comprendre ce fait, elle se penche sur les causes de cette pauvreté en établissant l'histoire de la pauvreté dans le comté de Richmond. Elle retient comme hypothèse explicative des séjours récurrents en prison et dans les hospices (Aumônerie, à la fois refuges et hôpitaux), retenant cette piste, elle se lance dans une enquête sur ces deux institutions.
En 1873, elle publie un premier rapport sur le système carcéral du comté de Richmond, dans lequel elle décrit ces prisons comme lieu de corruption, de trafics divers ne facilitant en rien une réinsertion sociale ; aussi préconise-t-elle l’envoi des personnes condamnées à des peines supérieures ou égales à soixante jours au pénitencier du Kings County de Brooklyn où ils pourront suivre une formation professionnelle et apprendront la vie en collectivité, à cela elle ajoute la fourniture de bons repas, conditions, d'après elle, nécessaires pour qu'ils quittent la délinquance et s'engagent dans une vie professionnelle à leur sortie de prison. Elle obtient un accord entre les prisons du comté de Richmond et le pénitencier du Kings County correspondant à ses préconisations.
La même année en 1873, dans son rapport concernant les hospices, elle souligne le fait que ces hospices n'ont aucun programme de réhabilitation, que comme pour les prisons ces hospices sont minés par la corruption, les détournements de fonds, que les résidents sont livrés à eux-mêmes ; elle est horrifiée par le mélange des populations où des hommes et des femmes relevant de troubles psychiatriques nus et enchaînés dans les appentis des établissements, des nourrissons grandissant parmi des enfants plus âgés, les malades, les déficients mentaux, les bébés, les enfants, les hommes, les femmes sont mélangés dénués de soins et livrés à eux-mêmes. Elle publie différents rapports où elle expose, preuves à l'appui, les dysfonctionnements de ces établissements et les conditions de vie pitoyables et les nécessités de les réformer,. Aussi propose-t-elle la création de workhouses différentes des workhouses existantes proches du bagne. Ces nouvelles workhouses seraient gérées par des professionnels de l'administration et de la médecine, elles ne seraient ni des prisons ni des asiles mais des lieux de réhabilitation psycho-sociale, l'objectif étant d'y apprendre un métier et une conscience morale. Malgré ses dons oratoires, elle n'obtint pas gain de cause.
Travaillant avec le SCAA, elle œuvre pour faire passer des lois innovantes interdisant la présence des enfants dans les asiles, puis d'interdire la présence de personnes relevant de maladies mentales pour les mettre dans des établissements publics de soins spécialisés. Ses aptitudes d'organisation et de réflexion la font remarquer et la font accéder au poste de présidente de la SCAA. Elle dresse un programme d'action et de réformes sociales pour faire face à la pauvreté consécutive à la guerre de Sécession, à l'arrivée de migrants au port de New York et la crise économique.

#### L'influence du darwinisme social?

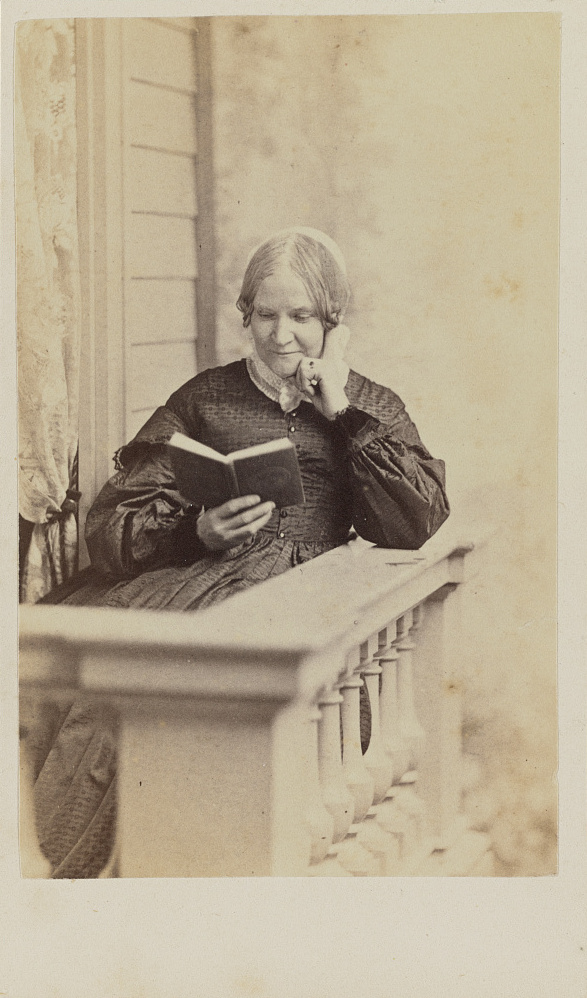
Lydia Maria Child.

Face à la montée du vagabondage, de la pauvreté il semblait nécessaire, qu'on ne pouvait pas traiter le problème que par des bons sentiments. Il fallait des réponses efficaces, rigoureuses, scientifiques. La seule littérature semblant donner des pistes est celle issue du darwinisme social diffusé par Herbert Spencer et William Graham Sumner. Josephine Shaw Lowell n'adhère pas pleinement aux thèses du darwinisme social, elle en retient l'influence de l'environnement sur le comportement humain et avec son amie Lydia Maria Child, toutes deux cherchent à concilier l'éthique chrétienne avec le darwinisme social. Animée par son ardente philanthropie, elle rend à la Conference of Charities de 1876 qui se tient à Saratoga pour rencontrer d'autres réformateurs sociaux qui vont peut être répondre à ses questions. Parmi les personnes présentes, il y a Richard Louis Dugdale (en) auteur de Jukes family (en), ouvrage dans lequel il expose les déterminants héréditaires et environnementaux menant à la pauvreté, à la maladie et à la criminalité.

##### Le sort des personnes dites incapables
Josephine Shaw Lowell, comme la plupart des réformateurs sociaux de son temps, adhère aux thèses de Richard Louis Dugdale. Elle va appliquer ces principes aux femmes dites "faibles d'esprit" selon l'expression en vigueur. Elle préconise qu'elles soient placées dans des établissements spécialisés et que l'on mette en place des mesures pour éviter qu'elles enfantent. C'est de l'eugénisme avant la lettre. Cette protection contre la dégénérescence est largement partagée dans les rangs des réformateurs progressistes.

##### Que faire des vagabonds?
Josephine Shaw Lowell n'a guère de sympathie envers les chemineaux et autres marginaux allant de ci, de là englobés dans la catégories sociale marxiste de lumpen prolétariat. Elle estime qu'ils ont perdu leurs droits à partir du moment où ils ont décidé de vivre des largesses publiques. Elle fait pression pour soit votée en 1880 par la législature de l'État de New York, une loi contre le vagabondage, loi qui stipule que tout vagabond doit être évacué des prisons et autres asiles pour être placé dans des Work-Houses où ils apprendront un métier et travailleront tout en recevant une formations morale.

##### Question cruciale
La hantise de la dégénérescence était une idée partagée aussi bien par les conservateurs que par les progressistes. Ils partaient de l'hypothèse que des générations avaient perdu les qualités des premiers hommes. Mais alors que les conservateurs ont une vue fixiste, Josephine Shaw Lowell comme les progressistes partent de l'hypothèse que si la dégénérescence est héréditaire, on peut inverser le processus en modifiant l'environnement, que c'est en sortant d'un environnement dégradant qu'il est possible de réhabiliter les vagabonds et autres marginaux. Elle a posé la question : soit les vagabonds sont "vicieux" parce qu'ils le sont et on ne peut rien y faire, soit ils sont tels parce que vivant dans des conditions misérables et si oui, la réhabilitation est possible.

#### Le New York State Board of Charities (Service municipal de coordination des organismes de bienfaisance de l'État de New York)

##### La nomination

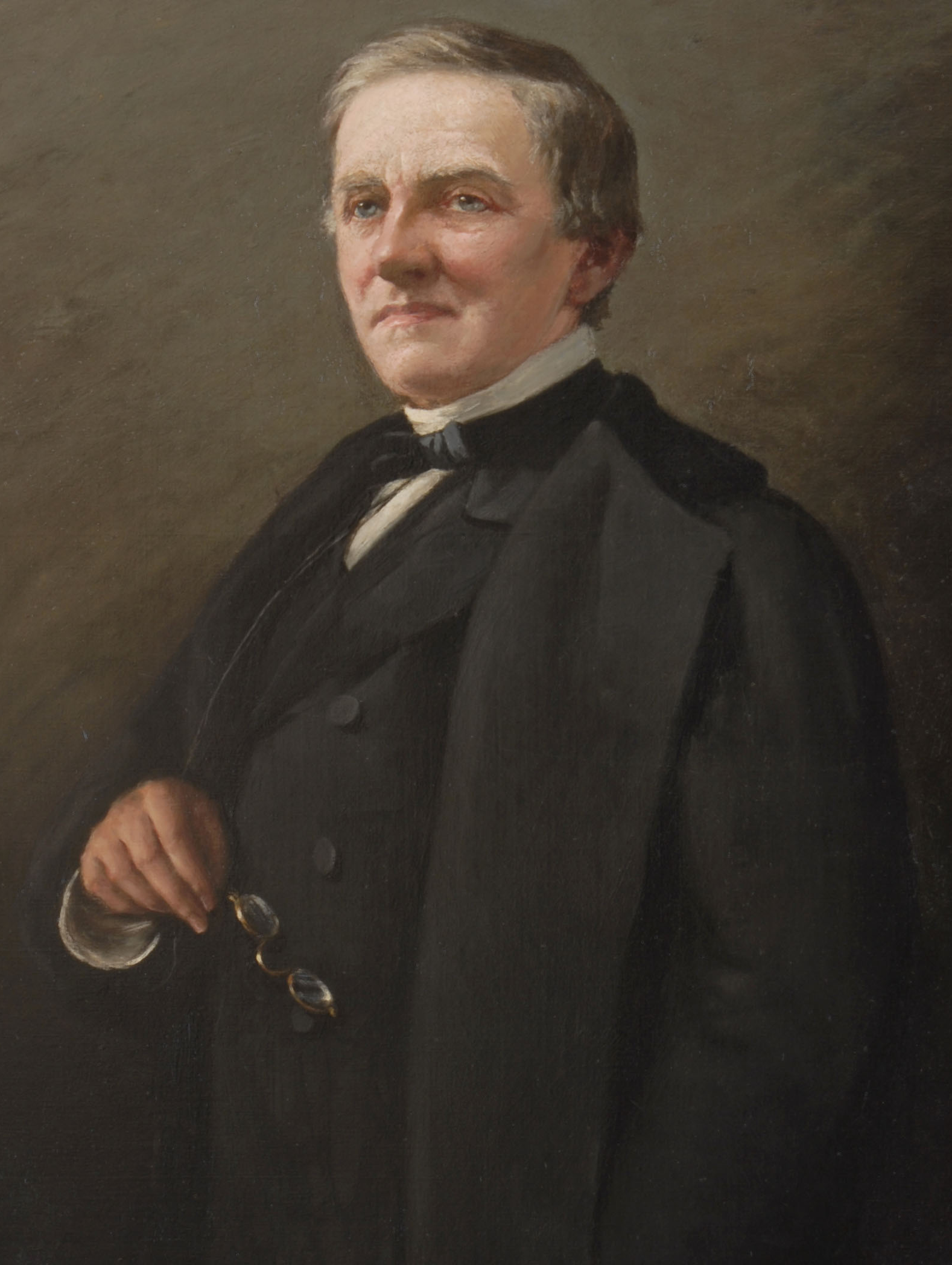
Samuel Jones Tilden.

Le 30 avril 1876, le gouverneur de New York, Samuel Jones Tilden, impressionné par les capacités d'oratrice et d'administratrice de Josephine Shaw Lowell, la nomme membre du New York State Board of Charities ou NYBC (Service municipal de bienfaisance de l'État de New York), ce qui fait d'elle la première femme nommée à ce poste, événement qui fait la une du New York Times,,,.

##### L'infatigable
Sa nomination marque un tournant de la Gilded Age en mettant en avant le rôle des femmes pour le développement des réformes sociales. Elle continue sa lutte contre la pauvreté, elle multiplie les visites d'inspection des hôpitaux, des refuges, des prisons, des orphelinats et autres lieux d'accueil des indigents financés par l'argent publique.
Elle sillonne l'État de New York pour tenir des conférences en vue de sensibiliser la population aux problèmes de la pauvreté. Rien qu'en l'année 1880, elle tient des meetings à Albany, Binghampton, Saratoga, New York. Parallèlement, elle siège aux conseils d'administration d’organisations de prise en charge de la pauvreté, des personnes handicapées et de développement des réformes sociales.

##### L'établissement d'un réseau d'influences

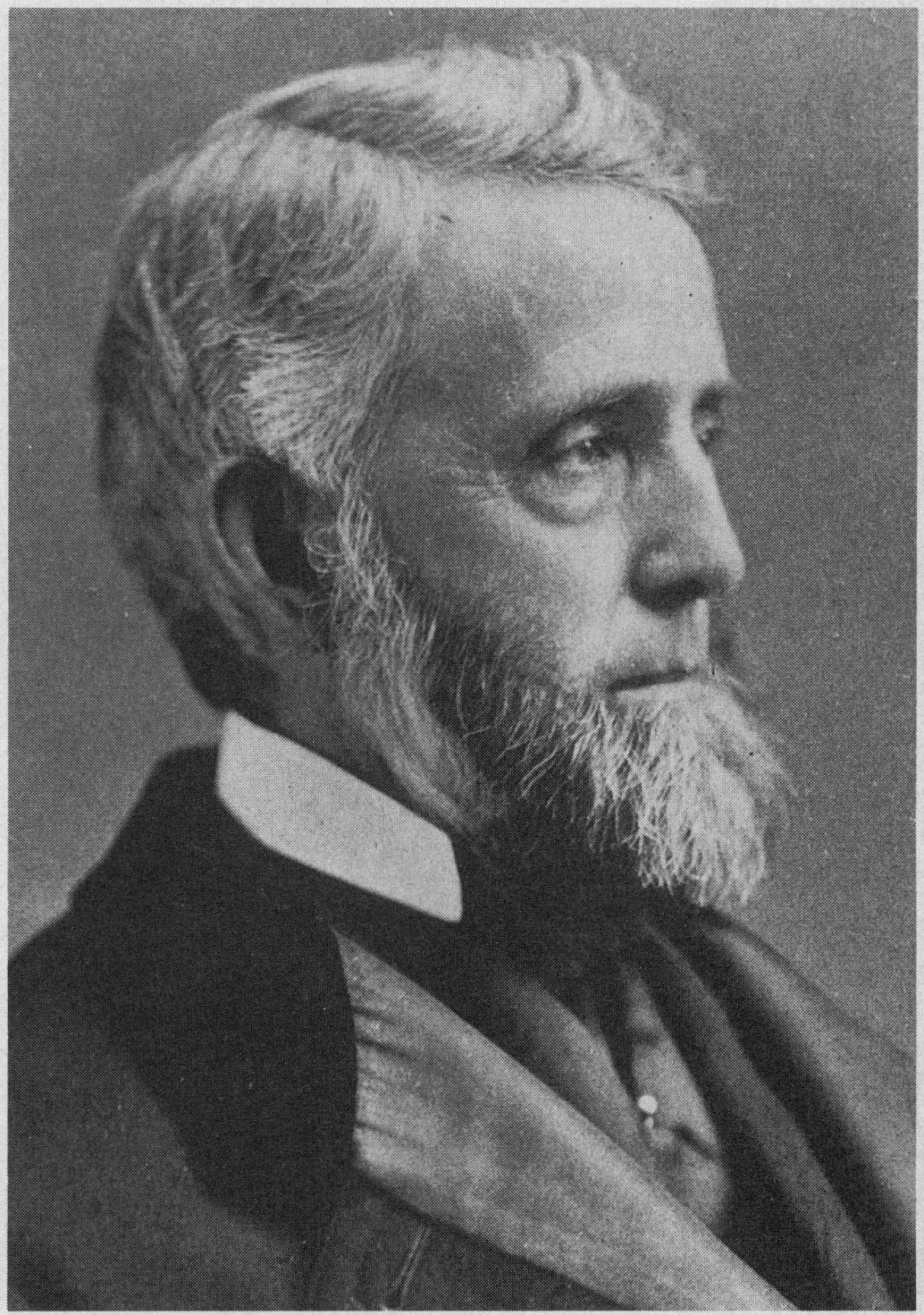
William Pryor Letchworth.

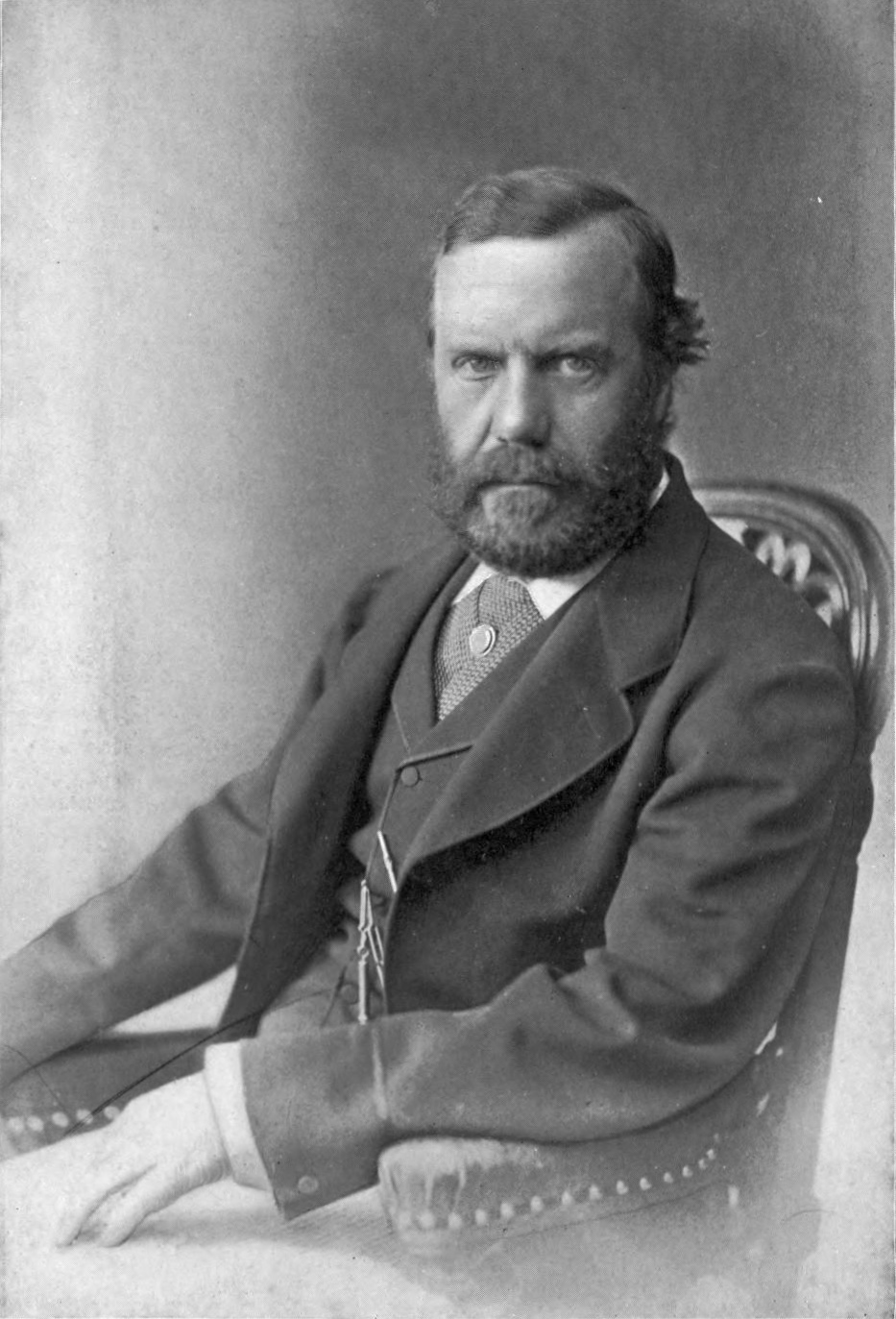
Theodore Roosevelt Sr.

Josephine Shaw Lowell rallie à sa cause William Pryor Letchworth (en), élu président de la NYBC en 1873 et qui le restera jusqu'en 1896, qui comme elle mènera des visites d'inspections des établissements sociaux subventionnés par les finances publiques,.
Elle se rapproche de son ami Theodore Roosevelt, Sr., avec qui elle a contribué à la fondation du Metropolitan Museum of Art, et du Musée américain d'histoire naturelle, grâce à lui, elle pénètre le cercle de l'élite new-yorkaise pour la convaincre de contribuer par son influence et par ses moyens financiers aux réformes sociales visant la réhabilitation des pauvres, que la noblesse de l’élite est prendre part à l'amélioration du sort des défavorisés. Theodor Roosevelt Sr. s'était retiré depuis longtemps des affaires pour se consacrer à la promotion de la culture et aux réformes sociales, admirant Josephine Shaw Lowell, il va la soutenir activement jusqu'à sa mort en 1878. Elle va se lier avec son remplaçant Edward O'Donnelly, mais il faut attendre l'arrivée de William Rhinelander Stewart au NYBC en 1882, pour qu'elle retrouve une amitié semblable à celle qui la liait à Theodore Roosevelt Sr.

#### La cause des femmes
Josephine Shaw Lowell prend plus particulièrement à cœur la cause des femmes en situation de pauvreté. Cette préoccupation est d'autant plus forte que ces femmes enfantent et ne sont pas en mesure de donner les soins nécessaires à leurs enfants pour qu'ils ne tombent pas dans la pauvreté, accroissant ainsi une paupérisation devenue endémique. Elle est effarée par le sort des femmes condamnées à la prison ; la majorité d'entre elles sont condamnées pour des faits de prostitution, d'ivresse sur la voie publique ou pour de menus larcins. La cause de la croissance des femmes incarcérées est due à plusieurs facteurs, les veuves de la guerre de Sécession, l'arrivée de migrants pauvres, et le flot des ruraux venus chercher de meilleures conditions de vie dans les grandes villes. Que ce soit en prison, dans les refuges ou les hospices, ces femmes sont laissées à elles-mêmes, dans une situation de désespérance ne faisant que reproduire leurs conditions d'indigence. Aussi propose-t-elle au NYBC d'adopter une loi pour que toutes les femmes en dessous de trente ans emprisonnées pour des délits et mères de deux enfants illégitimes soient dirigées vers une institution de réhabilitation sociale dirigée uniquement pas des femmes. Cette institution serait composée de divers cottages de 15 à 20 personnes sous la supervision d'une éducatrice et d'un médecin ou à défaut d'une infirmière. Elle préconise une administration comprenant des hommes et des femmes qui auraient toute autorité pour proposer des emplois extérieurs durant la journée. Elle défend l'idée de programmes d'activités professionnelles et sportives souples, personnalisées permettant d'ouvrir des perspectives à ces femmes ainsi que l'accès à l’instruction par des écoles intégrées. Elle envoie rapport sur rapport aux membres de la législature de l'État de New York et parvient à faire adopter le 21 mai 1884 le House of Refuge Bill (Projet de loi de réforme des refuges). En 1885, elle crée le premier établissement qui accueille des femmes en situation de handicap mental. En 1886, elle prend en main la House of Refuge for Women (Refuge pour femmes) de Hudson qui deviendra la New York Training School for Girls (en) ; établissement où l'accent est mis sur des activités éducatives, professionnelles et sportives dans un environnement sain. Enfin, en 1888, elle obtient la présence d'une Matron dans chaque poste de police de l'État de New York,,,.
Josephine Shaw Lowell mobilise des femmes des classes moyennes pour intervenir dans les Houses of Refuge des femmes, croyant entre la sororité des femmes et la force de l'exemple. Elle sait bien que les emplois proposés à ses femmes sont difficiles, stressants mais cela n'est-il pas le premier pas vers l'indépendance et l'estime de soi ?

#### Réformer le système

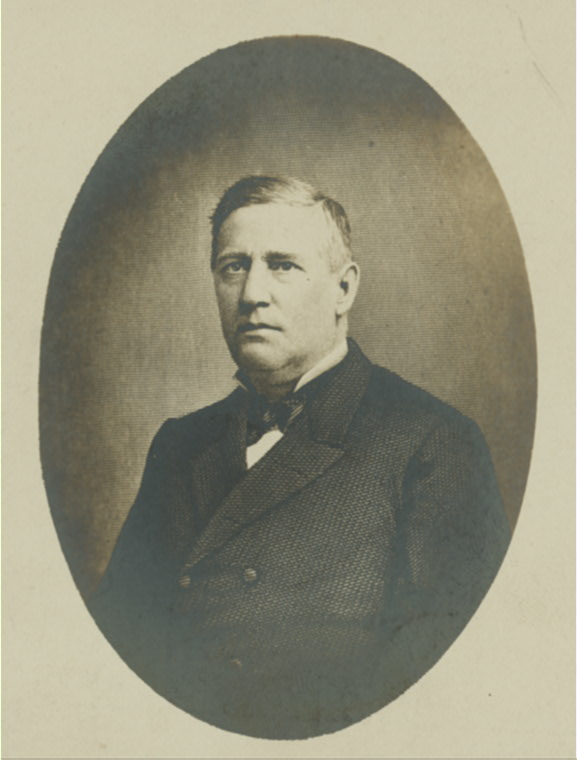
Alonzo B. Cornell.

Dans deux rapports de 1880 remis au NYBC, Josephine Shaw Lowell dénonce le principal obstacle à une réforme de l'aide sociale à savoir le Tammany Hall, symbole de la corruption au sein de la mairie de New York, organisation qui détourne les fonds publics pour alimenter une machine de réélection des pouvoirs en place. Sa critique est étayée par ses rapports concernant le fonctionnement des établissements sanitaires, sociaux, pénitentiaires gérés par la ville. C'est pourquoi elle préconise la mise en place d'un service civil qui mettrait un coup d'arrêt à un système électoraliste, corrompu et despotique, le rendre humain, juste et efficace.
Le 25 mai 1893, le gouverneur Alonzo B. Cornell (en) reconduit Josephine Shaw Lowell à son poste au sein du NYBC pour un mandat de 8 ans, ce qui lui permet de continuer son travail de réforme, notamment par la création de la Charity Organization Society of New York City ou COS de New York,,,.

#### Public Relief and Private Charity
La publication du livre de Josephine Shaw Lowell Public Relief and Private Charity en 1884 marque un tournant quant à l'organisation de l'action sociale à l’ère industrielle. Le livre est divisé en deux parties, la première est consacrée à la fonction sociale de l'État en tant qu'État-providence, la seconde est consacrée aux nouveaux rôles des organisations de bienfaisance en tant qu'associées à la fonction sociale de l'État. Selon elle, l'action sociale doit quitter une conception de la charité qui consiste à redistribuer la richesse aux indigents – aujourd'hui, on dirait assistanat au lieu de charité – pour entrer dans une politique d'intégration et de cohésion sociale notamment par le travail et par la prévention de la violence, faire de sorte qu'il n'y ait plus de personnes marginalisées. Action sociale qui fera de sorte que plus personne ne mourra de faim et qu'il n'y ait plus la paupérisation des personnes âgées. Intégration qui inclut également les personnes souffrant de troubles du comportement ou en situation de handicap. Pour cela elle préconise la création d'agences et d'institutions diverses dans chaque ville et comtés. Organisations libres de toutes influences électoralistes et au personnel professionnalisé. Son argument, c'est en finir avec des secours qui maintiennent les personnes dans la marginalisation sociale et économique. Afin de former une communauté de valeurs, les "riches" doivent coopérer à la réhabilitation des personnes défavorisées. Elle conçoit l'action sociale comme un instrument de la cohésion sociale, un souci partagé par l'ensemble de la population. Il faut mettre fin à une charité qui a sa fin elle-même pour la remplacer par une aide sociale qui a pour but le bien-être social de la communauté.

#### La Charity Organization Society (COS) de la ville de New York (1882-1907)

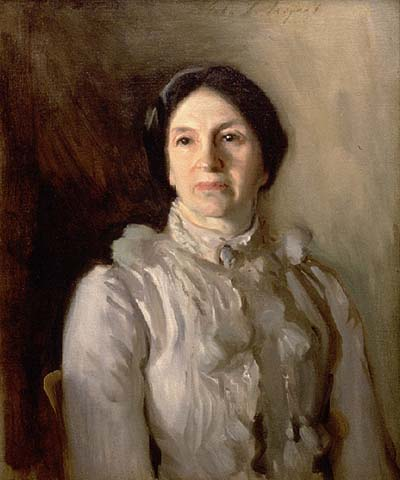
Annie Adams Fields.

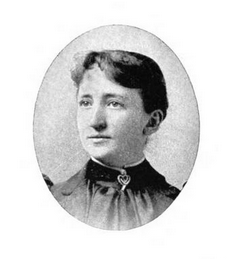
Mary Richmond.

Josephine Shaw Lowell et les autres philanthropes de sa génération représentent la transition entre la charité faite par des bénévoles ou des amateurs et l'aide sociale professionnelle telle que se développera au XXe à travers les services publics et les fondations et associations accomplissant des missions d'intérêt général dans les pays développés. Josephine Shaw Lowell est une figure majeure de la modernisation progressive de l'aide sociale avec Mary Richmond. Elle va prendre à bras le corps le problème de la pauvreté et avoir une influence déterminante sur le mouvement ouvrier de New York et de la réorganisation de l'administration municipale de New York.
À partir de 1884, Stephen Humphrey Gurteen de Buffalo, Robert Treat Paine (philanthropist) (en) et Annie Adams Fields de Boston viennent rejoindre Josephine Shaw Lowell pour diriger et animer la COS de New York afin de mener dans leur ville les réformes nécessaires des services publics d'aide sociale.
Josephine Shaw Lowell sait qu'il est difficile de faire prendre au sérieux une organisation dirigée par une femme, comme la COS, par une majorité d'hommes qui dirigent les services de l'État et les affaires en général. La COS de New York peut paraître aux yeux des hommes une "affaire sentimentale de femmes" et donc peu sérieuse. Face à ces préjugés, elle affirme que les femmes tout comme les hommes peuvent animer et diriger des organisations comme cela a pu être démontré par l'organisation des soins lors de la guerre de Sécession, qu'elles sont apte à être des leaders sans abandonner leur sensibilité humaniste.

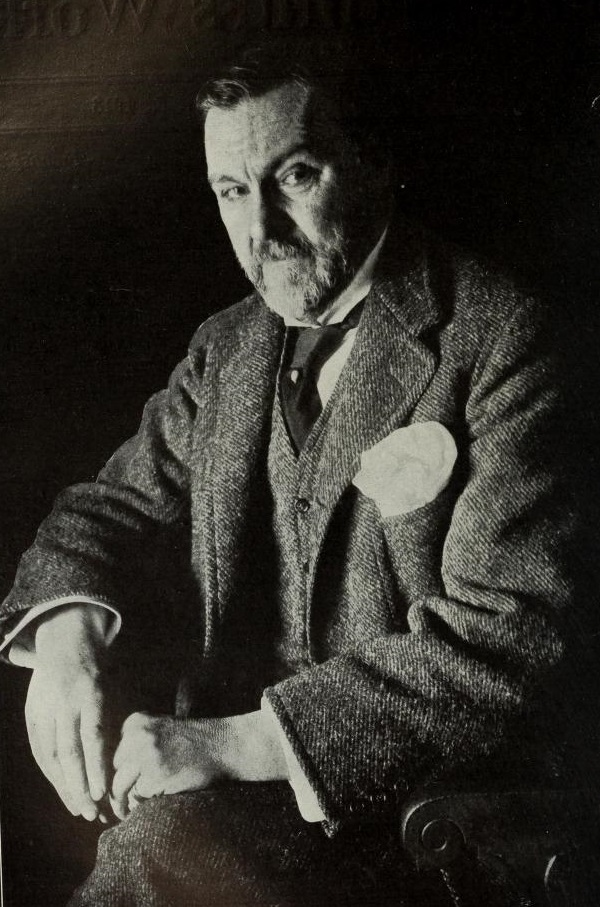
Robert W. DeForest.

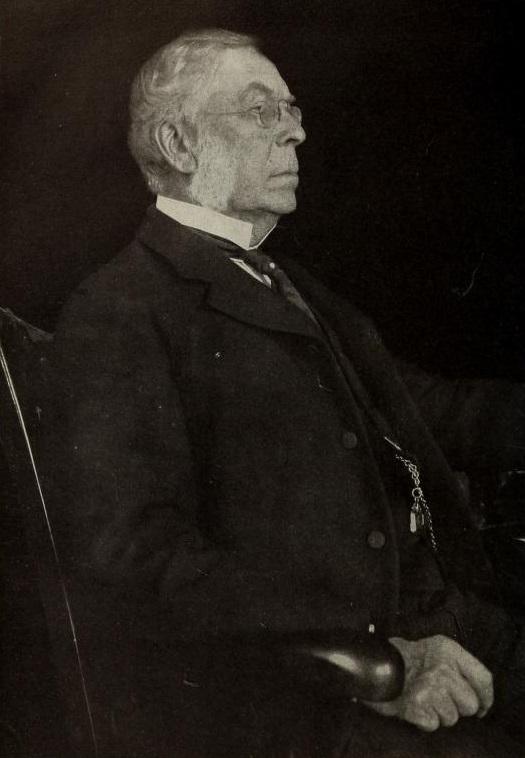
John Stewart Kennedy.

Cela dit, Josephine Shaw Lowell saura d'entourer d'hommes qui travailleront en harmonie avec elle comme Robert W. DeForest qu'elle embauche en 1887 au poste de président de la COS de New York, charge qu'il exercera pendant 40 ans, puis elle recrute un banquier John Stewart Kennedy (en) qui financera le United Charities Building, siège de la COS de New York qui sera inauguré en 1893. Robert W. DeForest persuade John S. Kennedy de doter la COS de New York d'une école de formation la New York School of Philanthropy connue maintenant sous le nom de la Columbia University School of Social Work (en). C'est par le choix de ses deux principaux collaborateurs que la COS de New York trouve sa stabilité et sa place de leader de l'action sociale de la ville de New York,.
Josephine Shaw Lowell s'allie avec son beau-frère George William Curtis, qui avait quitté le parti des Républicains en 1884 pour rejoindre le groupe de dissidents, les Mugwump, pour combattre la corruption et comme sa belle-sœur est un partisan des réformes sociales et d'une réforme du service civil mis en place par le président Ulysses S.Grant. Son ambition est de conduire les services d'action sociale de la ville de New York à un niveau d'excellence sur le plan national. Durant les années 1890 il collabore aux côtés de Josephine Shaw Lowell pour faire de la COS de New York un organisme de défense, de pression et mobilisation pour la promotion des réformes sociales auprès des instances politiques.

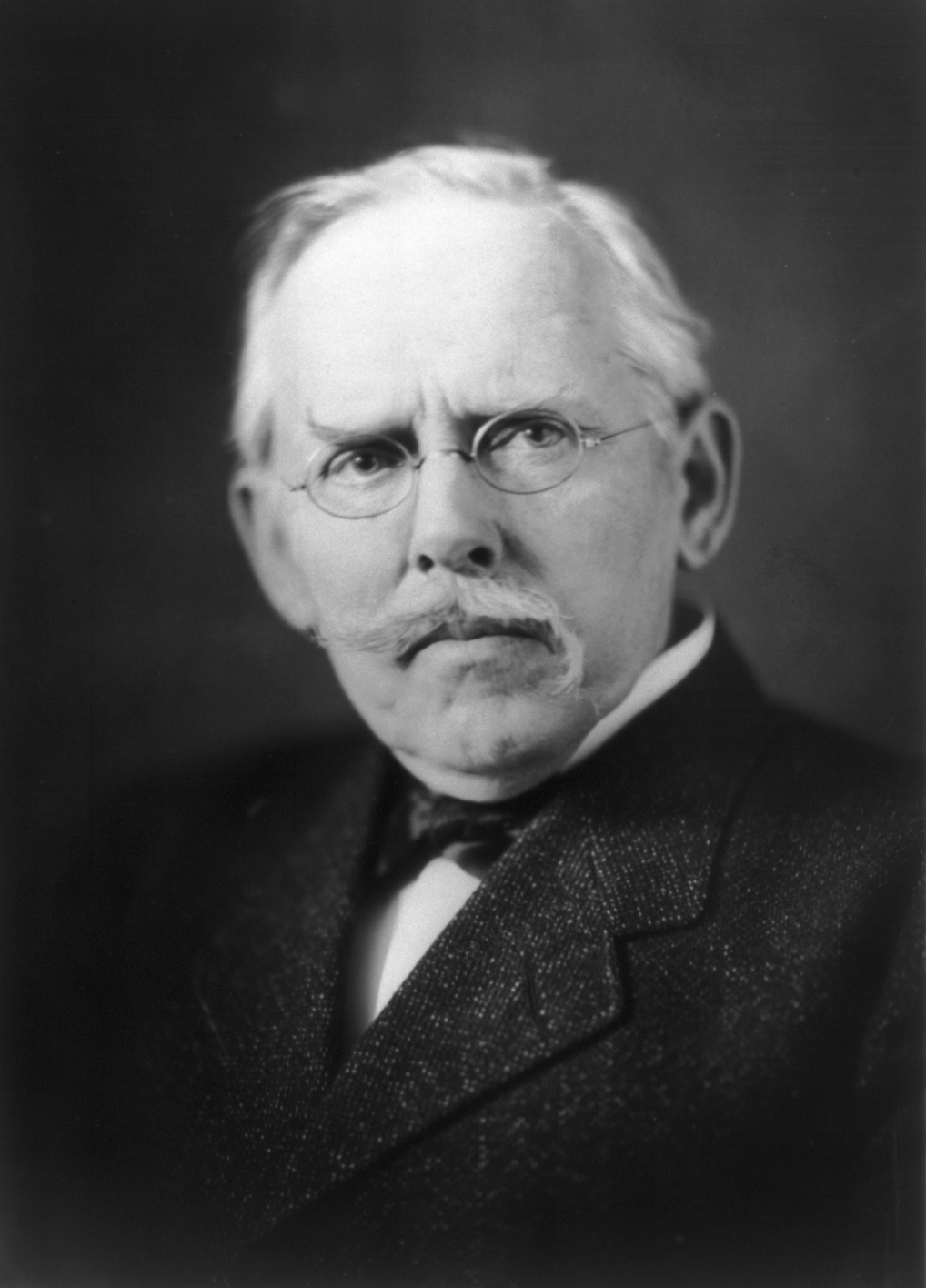
Jacob Riis.

Afin de consolider la place de la COS de New York, Josephine Shaw Lowell garde des liens étroits avec le NYBC, notamment avec William Rhinelander Stewart qui y a été nommé président en 1882 par le gouverneur Alonzo B. Cornell (en), charge qu'il occupera pendant 24 ans ; William Rhinelander Stewart devient un allié de Josephine Lowell qu'il considère comme étant son mentor. Après la mort de Josephine Shaw Lowell, c'est lui qui fera la collecte de ses manuscrits, notes, rapports, courriers et autres documents pour constituer ses archives et les publier sous le titre de The philanthropic work of Josephine Shaw Lowell, containing a biographical sketch of her life, together with a selection of her public papers and private letters,,.
Lors d'une visite chez le maire Hugh J. Grant, Josephine Shaw Lowell fait la connaissance du photographe et journaliste Jacob Riis, appréciant son humour pertinent, elle travaille avec lui, elle l'emmène avec elle pour sillonner l'État de New York via le train pour convaincre les différents décideurs et plus spécialement les membres de la législature de l'État de New York. Si elle était respectée, en revanche elle n'était pas la bienvenue auprès élus qui n'appréciaient pas son franc-parler. Elle en était consciente et faisait confiance à Jacob Riis comme porte parole.

### Ses contributions citoyennes
À partir des années 1890, la COS de New York étant bien établie, Josephine Shaw Lowell peut se consacrer à d’autres choses comme la reprise de son idéal de citoyenne accomplie datant du temps de son mariage. Idéal motivé par sa ferme conviction que les États-Unis ne pourront survivre comme démocratie que par l'engagement de ses citoyens à la vie sociale et politique. Conviction partagée par de nombreux américains traumatisés par les déchirures de la guerre de Sécession. Pour la famille Shaw, cette guerre civile fut vécue comme un Armageddon où les forces du bien ont terrassé les forces du mal, l'esclavage, au nom de la liberté et de son expression. Maintenant, pour elle, les forces maléfiques à combattre pour un citoyen conscient de ses devoirs, sont la pauvreté, la criminalité et la corruption. Combat qui ne peut aboutir, selon elle, que par un partenariat entre personnes conscientes des problèmes issues aussi bien du secteur public que privé.

#### La chef de file féministe

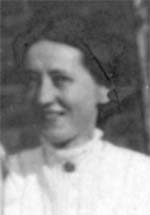
Leonora O'Reilly.

Sa prise de conscience de place des femmes dans la société, s'est développée tout au long de son activité au sens de la SCAA et de la COS de New York, elle ne pouvait pas supporter la relégation des femmes, plus particulièrement celles des classes populaires qui vivaient dans un sentiment de désespoir et d'abandon. Cette relégation de femmes sous-payées, les privant de toute reconnaissance ne pouvait que les exposer aux tentations de l'argent facile (la prostitution). Josephine Shaw Lowell se battra pour des salaires égaux récompensant les compétences. Son combat est vécu par elle comme un devoir. Elle s'allie avec deux suffragettes, Leonora O'Reilly et Alice Woolbridge engagées également dans le syndicalisme ouvrier, alliance dans le but de mobiliser des femmes pour l'égalité des droits civiques.

##### La création de laConsumer's League of New York
En 1888, la suffragette et amie de Josephine Shaw Lowell, Leonora O'Reilly, une jeune ouvrière travaillant dans une chemiserie une syndicaliste, invite les femmes les plus influentes de New York à une réunion de la Working Women's Society, elle invite les femmes présentes à venir en aide à leurs sœurs travaillant dans des conditions particulièrement dures et sous payées. À la fin de la réunion, il fut décidé de créer une commission qui dresserait une liste d'ateliers qui rémunèrent à un juste salaire leurs employées dans des conditions de travail ne suscitant pas le stress de la compétition à tout prix. Cette liste serait publiée afin de mettre en avant ces entreprises éthiques.
Dans la foulée, Josephine Shaw Lowell crée en 1891, la Consumer's League of New York qui dresse une "liste blanche" de quarante magasins observant une charte dite de "Fair House" (Maison équitable). D'autres ligues se créent dans le Massachusetts, l'Illinois, la Pennsylvanie ; en 1899, elles se fédèrent pour créer la National Consumers League (NCL). Son slogan est « Investigate, agitate, legislate » (enquêter, alerter, légiférer),,.

##### Constituer une élite de femmes

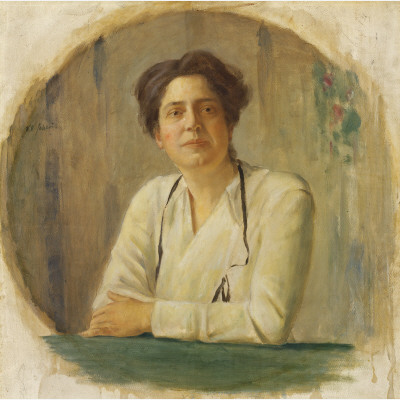
Lillian Wald.

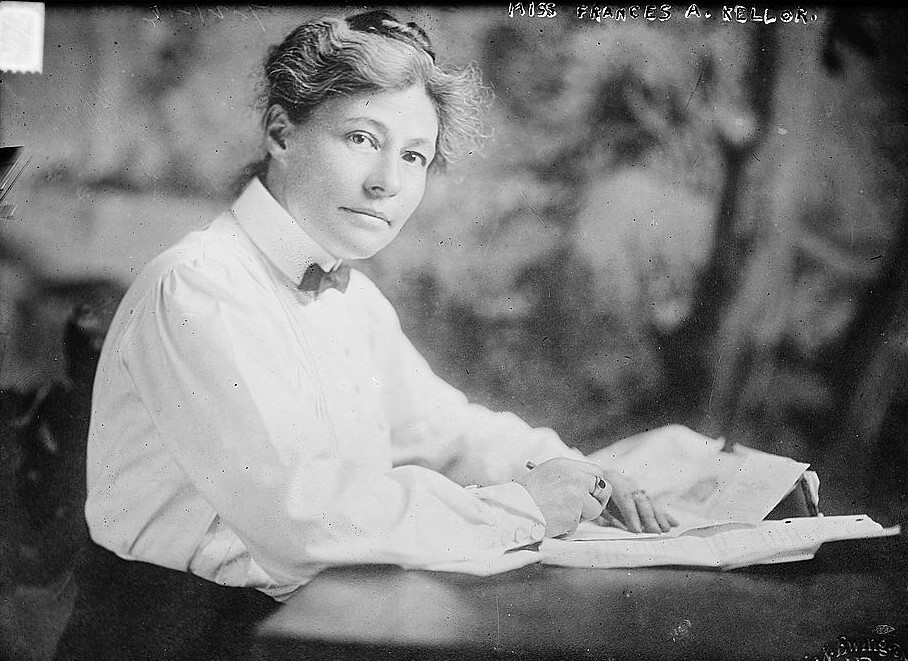
Frances Kellor.

Josephine Shaw Lowell est parfaitement consciente qu'il faut rassembler les diverses femmes engagées dans la vie sociale pour pouvoir pression et faire aboutir l'égalité des droits civiques. Elle se lance dans cette opération de longue haleine avec sa fille Carlotta et Leonora O'Reilly. De cette élite, de nombreuses femmes auront des responsabilités au sein de la Woman Municipal League (New York) et de la Women's Auxiliary to the New-York Civil Service Reform Association (dont le premier meeting se tient le 20 novembre 1895 sous la présidence sa fille Carlotta), parmi celles on peut citer Lilian Wald, Maude Nathan, Katherine Bremont Davis, Frances Kellor.

##### La suffragette
Josephine Shaw Lowell devient une ardente défenseure du droit de vote des femmes. Quand en 1894, une proposition de loi introduisant le droit de vote des femmes est repoussée lors de la convention de la Constitution of New York (en), elle fonde avec son amie Mary Putnam Jacobi la League for Political Education (en). Dans la foulée, elles deviennent membres du Sherry Committee, un lobby composé de femmes adhérentes au Parti républicain pour faire pression sur les législateurs afin qu'ils adoptent le droit de vote des femmes. Parmi les membres du Sherry Committee, il y a une des sœurs de Josephine Shaw Lowell, Susanna Shaw Minturn et une de ses nièces Elizabeth Burrell Curtis.
L'historienne féministe Ellen Dubois fait remarquer que si la plupart des suffragettes étaient issues de la bourgeoisie et luttaient essentiellement pour elles en négligeant les femmes des classes populaires, Josephine Shaw Lowell s'en démarque, en voyant dans le droit de vote des femmes, un moyen de promotion et d'émancipation des femmes issues de la classe ouvrière ; que c'est un moyen pour elles de revendiquer de meilleurs salaires, de développer la solidarité, la confiance en elles-mêmes, le souci du bien public, de devenir des actrices de la vie sociale et politique, de ne plus la subir. Josephine Shaw Lowell est aussi pour le droit de vote comme étant un moyen aux femmes d'obtenir une protection vis-à-vis de la maltraitance des hommes, pour elle l'égalité des droits civiques forcera les hommes à reconnaître et respecter le droit des femmes. Son engagement féministe est aussi une réflexion stratégique pour réussir l'obtention du droit de vote, persuadée que c'est l'engagement citoyen qui fera bouger les choses bien plus que l'attente d'un vote.

#### La lutte contre la corruption au sein du Tammany Hall

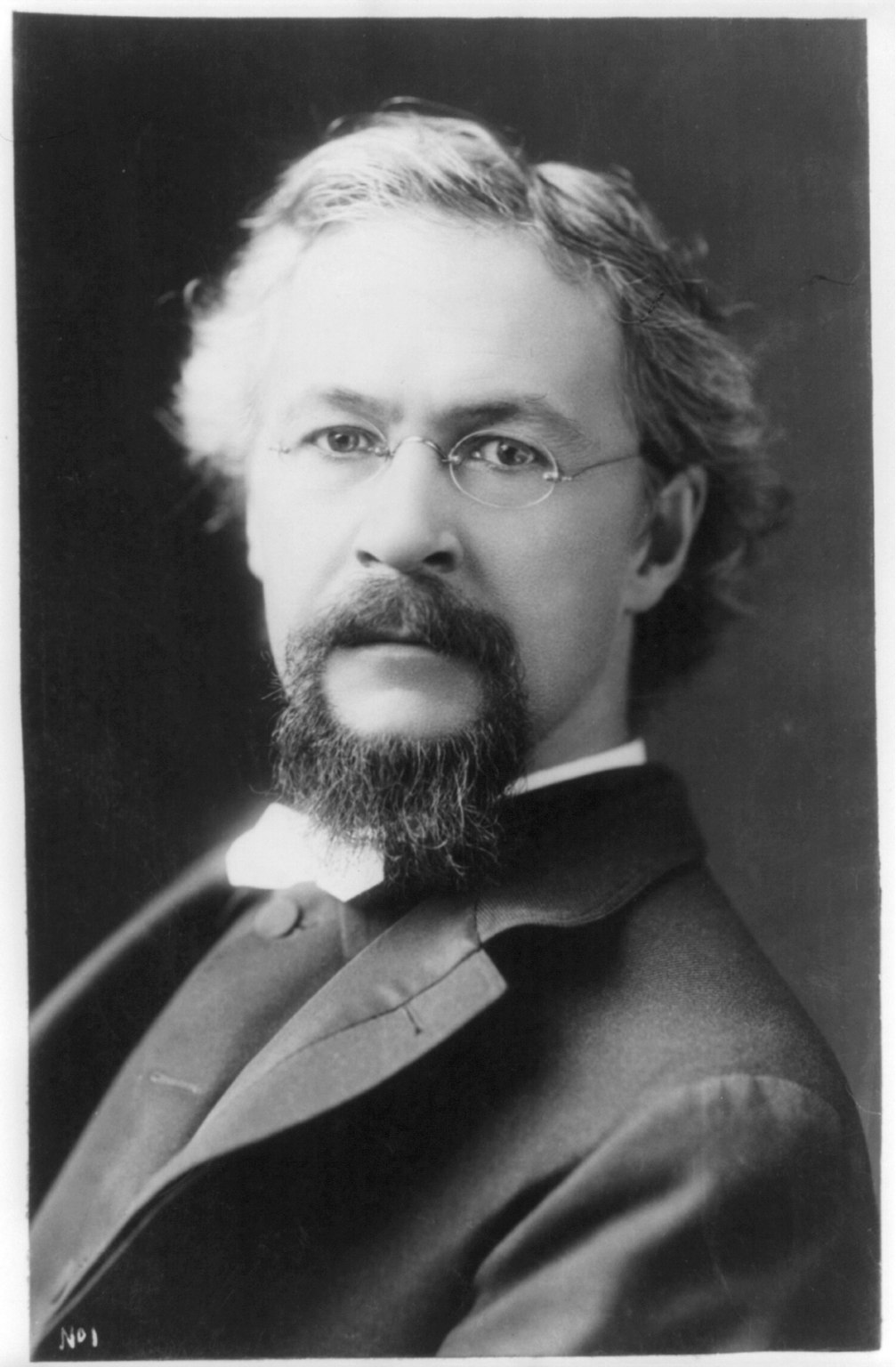
Charles Henry Parkhurst.

Il était devenu de notoriété publique que le Tammany Hall embauchait des policiers qui rackettaient les réseaux de prostitution et les salles de jeux clandestines. Il est estimé que les profits de ces activités rapportaient 7 millions $ par an aux membres du Tammany Hall. En 1882, Theodor Roosevelt, Jr. avait fondé le City Reform Club pour lutter contre la corruption qui régnait au sein de la mairie de New York, à partir de 1886, Le City Reform Club diligente des enquêtes qui mettent au jour le système de corruption massive du Tammany Hall. Celui qui avait mis le feu à la poudrière est le révérend Charles Henry Parkhurst (en), pasteur presbytérien de la Madison Square Presbyterian Church (1906) (en). Il rend public les résultats de ses enquêtes et abjure les représentants du Parti républicain, majoritaires à la législature de l'État de New York pour mener plus avant des enquêtes. C'est ainsi que de se crée le Lexow Committee (en), parmi les différents membres de ce comités sont nommés Josephine Shaw Lowell et Jacob Riis. Pour aider le travail du Lexow Committee, Josephine Shaw Lowell développe la Woman's Municipal League (Ligue municipale des femmes) dont elle devient la présidente et apporte plus de mille femmes pour contribuer à l’efficacité de la commission. Le révérend Charles Henry Parkhurst lui rendra hommage. Les deux se rencontrent, le New York Daily Tribune constate que la lutte contre la corruption au sein de l'administration new-yorkaise est bicéphale, qu'elle a deux leaders à parts égales, le révérend Charles Henry Parkhurst et Josephine Shaw Lowell. Pour cette dernière c'est une victoire particulière car pour une fois, les femmes en sont pas considérées comme une force d'appoint.

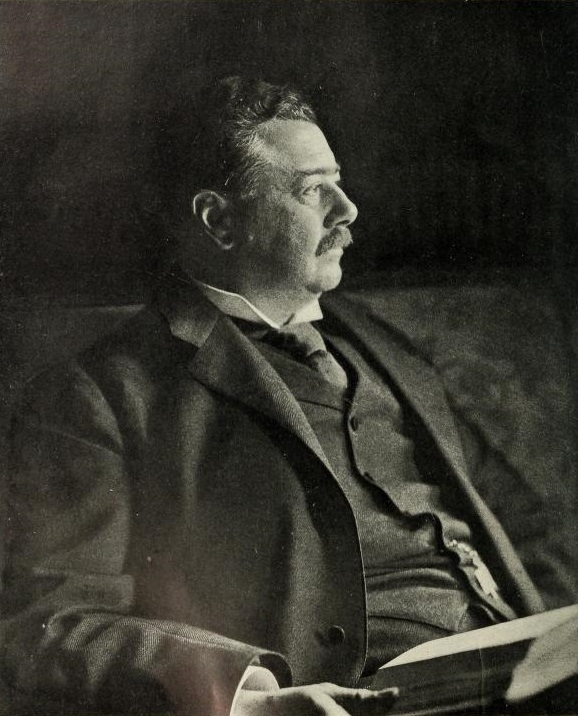
Seth Low

En 1897, New York s’agrandit par l'annexion de Brooklyn qui devient l'un des arrondissements de ce qui est devenu le Grand New York (New York Metropolitan area). Agrandissement qui fait de la mairie de New York un enjeu majeur. Une coalition se forme pour écarter le Tammany Hall, elle est composée notamment de la Citizens Union (en) et de la Woman's Municipal League présidée par Josephine Shaw Lowell. La coalition présente Seth Low du Parti républicain contre le démocrate Edward M. Shepard (en) pour les élections municipales de 1901. Lors de la campagne, Josephine Shaw Lowell attaque le bilan social du maire démocrate William L. Strong qu'elle accuse d'être responsable de la mort de centaines d'enfants des rues abandonnés à leur propre sort. Elle dénonce dans un pamphlet, Fact for Fathers and Mothers, le proxénétisme exercé par des policiers envers les nouveaux immigrants, particulièrement les Juifs, proxénétisme nommé « l'esclavage des blancs ». Peu après la victoire de Seth Low, Josephine Shaw Lowell apprend qu'elle est porteuse d'un cancer et elle se retire de la présidence de la Woman's Municipal League.

#### L'anti-impérialiste

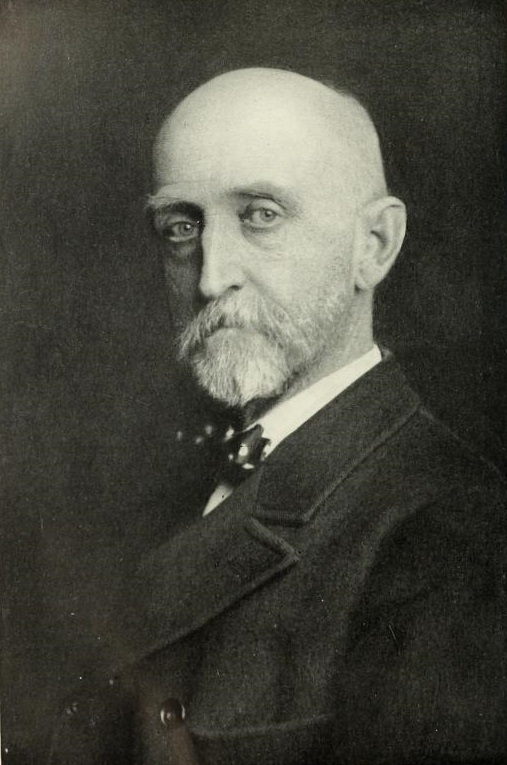
Alfred Thayer Mahan.

Bien que malade, Josephine Shaw Lowell entretient son cercle d'amitié, Charles Culp Burlingham (en) et Jacob Riis font partie de son cercle intime avec sa fille Carlotta. Quand les États-Unis se lancent dans des guerres expansionnistes en direction de Cuba en 1898, puis des Philippines en 1899, Josephine Shaw Lowell condamne un gouvernement et une opinion américaine qui ont tourné le dos à leurs valeurs fondatrices issues de la Guerre de sécession pour se lancer dans une aventure indigne, raciste et anti-démocratique. Malgré la maladie, elle s'oppose de toutes ses forces au dessein impérialiste américain, position qui la met en porte à faux vis-à-vis de ses amis Jacob Riis, Joseph Hodges Choate et Theodore Roosevelt qui soutenaient la guerre. En effet, la parution du livre d'Alfred Mahan, The Influence of Sea Power upon History, l'opinion américaine avait adopté l'idée que pour développer son économie et sa mission civilisatrice, les États-Unis devaient se lancer dans une guerre de colonisation dans les Caraïbes et le Pacifique, donnant ainsi une vision impérialiste de la Destinée manifeste,.
En 1898, elle écrit une lettre ouverte qui parait dans le New York Daily Tribune dans laquelle elle réclame que les américains fassent preuve de mansuétude envers le peuple espagnol notamment en ne lui faisant pas payer des indemnités de guerre exorbitantes, de ne pas l'affamer, car tôt ou tard il nous fera payer la famine engendrée par cette guerre. Les réactions sont négatives lui attirant moqueries et mépris.

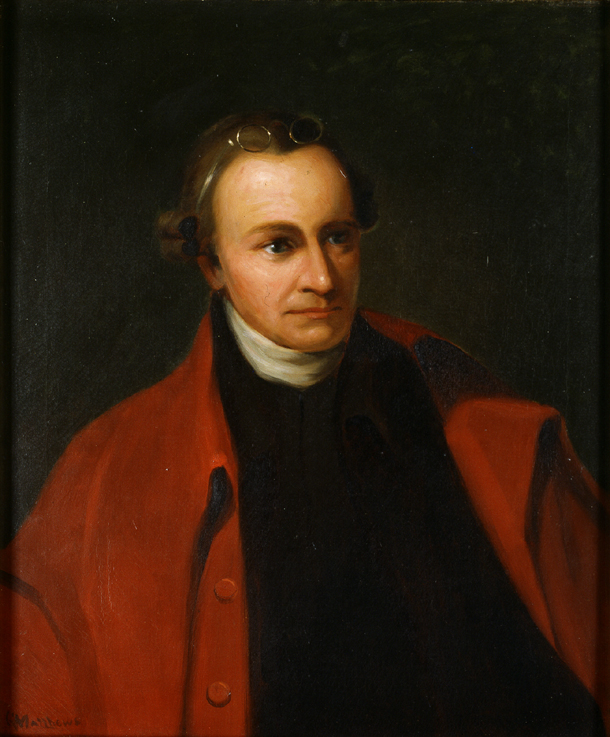
Patrick Henry.

Mais quand éclate la guerre américano-philippine, l'opinion se retourne, ne comprenant pas pourquoi les États-Unis se retournaient contre un ancien allié qui avait combattu contre l'Espagne. Le 15 juin 1898 se crée à Boston la Ligue anti-impérialiste ; Josephine Shaw Lowell la rejoint comme Moorfield Storey (en), George Frisbie Hoar (en), Jacob Gould Schurman, Carl Schurz, Andrew Carnegie, Jane Addams, etc. Le but de la Ligue était obtenir le retrait des troupes américaines des Philippines et de négocier une paix avec Emilio Aguinaldo, le président des Philippines. Josephine Shaw Lowell tient un discours lors d'un meeting de la Ligue Moral Deterioration Following War (« La détérioration morale comme conséquence de la guerre ») dans lequel elle fait une distinction entre la guerre de Sécession menée pour de nobles idéaux, guerre qui a libéré quatre millions d'hommes et de femmes de l'esclavage et cette guerre contre les Philippines qui est une trahison de la révolution des philippins contre le joug espagnol et par conséquent une trahison des idéaux américains. Elle résume son discours par son introduction de la première partie That this, the United States having obtained a foothold in a foreign country by professing friendship for the inhabitants, call those inhabitants rebels because the people resists the invasion and try to defend their country. We direct our army to crush out all resistance. The Filipino people prefer death to subjugation, saying, as did Patrick Henry, the american patriot "give liberty or give me death". (« voici ce qui se passe, les États-Unis mettent le pied dans un pays étranger en professant l’amitié pour les habitants, tout en traitant ces habitants de rebelles parce que le peuple résiste à l’invasion et essaie de défendre leur pays. Nous ordonnons à notre armée d’écraser toute résistance. Le peuple philippin préfère la mort à la soumission, disant, comme Patrick Henry, le patriote américain "donnez-moi la liberté ou donnez-moi la mort" »). Elle dénonce l'immoralité qui corrompt les forces armées américaines jusqu'à leur faire commettre les pires atrocités. Dans la seconde partie de son discours, elle pointe combien cette guerre foule aux pieds les principes d'égalité de tous les hommes, de la démocratie de tout ce qui fait la fierté américaine et elle appelle à écouter les paroles de sagesse d'Abraham Lincoln.
En janvier 1900 Josephine Shaw Lowell, pleinement engagé dans la New England Anti-Imperialist League, participe à l'implantation d'une section de la Ligue anti-impérialiste à New York. Ce sera sa dernière action publique, il lui est diagnostiqué un cancer qui la fatigue. Elle se retire peu à peu, ne cessant point de prodiguer des conseils, de partager son expérience de militantisme. Elle n’arrête pas d'écrire des lettres à Theodore Roosevelt, William Howard Taft, Elihu Root pour qu'ils renoncent à la politique d'expansion impérialiste. Jusqu'au bout elle garde l'espoir en l'abandon de l'impérialisme, tout comme il y a eu l'abandon de l'esclavage, qu'à ses yeux il suffit que la flamme soit entretenue, sinon, cela sera l'abandon de la cause de la justice et de la liberté.

### La fin
Atteinte d'un cancer généralisé, Josephine Shaw Lowell est obligée de s'aliter à partir du printemps 1905. Elle se retire avec sa fille Carlotta à Greenwich (Connecticut), puis fait des séjours à Ashfield (Massachusetts) et Lenox (Massachusetts), elle reçoit peu. Les visiteurs sont triés, parmi ceux-ci figure Jacob Riis qui lui rendra régulièrement visite. À la fin, elle et sa fille s'installent dans une nouvelle maison sise au 43, East 64th Street de New York. Elle décède le jeudi 12 octobre 1905, deux mois avant son 62e anniversaire. Quand elle rend son dernier souffle, s'échappe de sa main une liste qu'elle venait de rédiger pour proposer des femmes susceptibles de contribuer à la Women's Auxilliary to the Civil Service Reform Association. Travailleuse infatigable, elle aura écrit jusqu'à la fin, quand sa main était fatiguée, elle dictait son courrier, ses notes à sa fille.

### Vie privée
Josephine Shaw est la fille de Francis George Shaw et de Sarah Blake Sturgis Shaw (en) ; elle a deux sœurs et un frère aînés, Anna (née en 1836), Robert Gould (dit Rob) (né en 1837), Susanna (dite Susie) (née en 1839), et une sœur cadette, Ellen (dite Nellie) (née en 1845).

Après des funérailles, célébrées selon le rite unitarien, Josephine Shaw Lowell est inhumée au cimetière de Mount Auburn à Cambridge dans le Massachusetts, où elle repose auprès de son époux Charles Russell Lowell et de leur fille unique Carlotta Russell Lowell,.

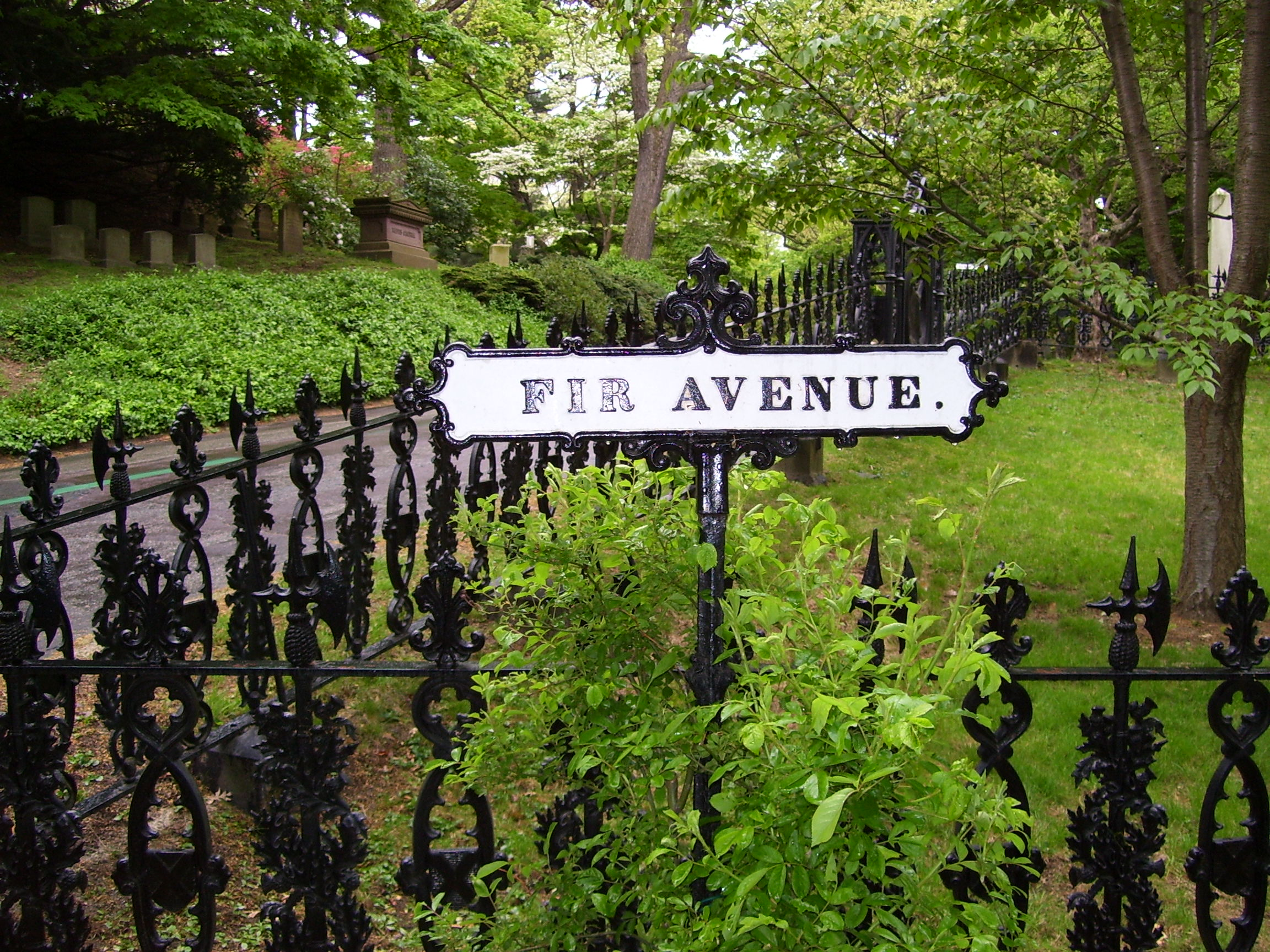
Cimetière du Mont Auburn.

 Le 13 novembre 1905, se tient dans la grande salle de l'United Charities Building une réunion qui rassemble ses amis et collègues venus pour rappeler les contributions de Josephine Shaw Lowell à la ville et à l'État de New York.

## Hommage
Une fontaine portant son nom est inaugurée en 1912 et se trouve à Bryant Park, derrière la New York Public Library (bibliothèque publique de New York). La fontaine serait le premier mémorial public de la ville de New York dédié à une femme.

## Œuvres (rapports, articles et essais)
- (en-US) Public charities of New York City, Albany, Parsons, 1880, 37 p. (OCLC 23470239),
- (en-US) Reformatories for women, New York, 1880, 12 p. (OCLC 19566600),
- (en-US) Some facts concerning the jails, penitentiaries and poorhouses of the state of New York, New York, 1881, 4 p. (OCLC 42441450),
- (en-US) Report on the insane and lunatic asylums of New York city, New York, 1883, 15 p. (OCLC 67529894),
- (en-US) Public Relief and Private Charity, Franklin Classics Trade Press, 2018 (réimpr. 8 novembre 2018) (1re éd. 1 janvier 1884), 136 p. (ISBN 9780344908705, lire en ligne),
- (en-US) Report on the work-house, New York City, Albany, 1889, 12 p. (OCLC 62289521),
- (en-US) Five months work for the unemployed in New York City., New York, Charities Review, mai 1894, 20 p. (OCLC 42394144),
- (en-US) Report on the Department of Public Charities and Correction of the city of New York, New York, 12 janvier 1888, 16 p. (OCLC 40378508),
- (en-US) Industrial Arbitration and Conciliation, 2019 (réimpr. 15 mars 2019, éd. Wentworth Press) (1re éd. 1902), 144 p. (ISBN 9781010241492, lire en ligne)[112],[113].